# Pseudocalamobius
Pseudocalamobius är ett släkte av skalbaggar. Pseudocalamobius ingår i familjen långhorningar.

## Dottertaxa tillPseudocalamobius, i alfabetisk ordning[1]
- Pseudocalamobius bhutanensis
- Pseudocalamobius bispinosus
- Pseudocalamobius burmanensis
- Pseudocalamobius ceylonensis
- Pseudocalamobius discolineatus
- Pseudocalamobius diversus
- Pseudocalamobius filiformis
- Pseudocalamobius flavolineatus
- Pseudocalamobius incertus
- Pseudocalamobius japonicus
- Pseudocalamobius javanicus
- Pseudocalamobius leptissimus
- Pseudocalamobius lobatus
- Pseudocalamobius luteonotatus
- Pseudocalamobius montanus
- Pseudocalamobius niisatoi
- Pseudocalamobius obscuriscapus
- Pseudocalamobius okinawanus
- Pseudocalamobius piceus
- Pseudocalamobius proximus
- Pseudocalamobius pubescens
- Pseudocalamobius rondoni
- Pseudocalamobius rufescens
- Pseudocalamobius rufipennis
- Pseudocalamobius seriemaculatus
- Pseudocalamobius strandi
- Pseudocalamobius taiwanensis
- Pseudocalamobius talianus
- Pseudocalamobius truncatus
- Pseudocalamobius tsushimae
- Pseudocalamobius yunnanus